# Filmfare Awards (1998)
43-я церемония награждения Filmfare Awards проводилась 31 января 1998 года, в городе Бомбей. На ней были отмечены лучшие киноработы на хинди, вышедшие в прокат до конца 1997 года.

## Главные награды

### Лучший фильм
Сумасшедшее сердце 
- Граница
- Тайна
- На чужбине
- Зов земли

### Лучший режиссёр
Дж.П. Дутта – Граница 
- Приядаршан – Зов земли
- Раджив Рай – Тайна
- Субхаш Гхай – На чужбине
- Яш Чопра – Сумасшедшее сердце

### Лучший актёр
Шах Рукх Кхан – Сумасшедшее сердце 
- Анил Капур – Зов земли
- Говинда – Муки любви
- Камал Хаасан – Тётя 420
- Шах Рукх Кхан – Как боссу утерли нос
- Санни Деол -  Граница

### Лучшая актриса
Мадхури Диксит – Сумасшедшее сердце 
- Джухи Чавла – Как боссу утерли нос
- Махима Чаудхари – На чужбине
- Шридеви – Расставание
- Табу – Зов земли

### Лучшая мужская роль второго плана
Амриш Пури – Зов земли 
- Акшай Кханна – Граница
- Акшай Кумар – Сумасшедшее сердце
- Ом Пури – Тайна
- Сунил Шетти – Граница

### Лучшая женская роль второго плана
Каришма Капур – Сумасшедшее сердце 
- Аруна Ирани –Мустафа
- Пуджа Батра – Зов земли
- Ракхи – Граница
- Урмила Матондкар – Расставание

### Лучший комический актёр
Джонни Левер – Муки любви 
- Джонни Левер – Расставание
- Ом Пури – Тётя 420
- Пареш Раваль – Тётя 420
- Шакти Капур – Беспечные близнецы

### Лучшая отрицательная роль
Каджол – Тайна 
- Адитья Панчоли – Как боссу утерли нос
- Амриш Пури – Любовь без слов
- Милинд Гунаджи – Зов земли
- Садашив Амрапуркар – Страсть

### Лучший мужской дебют
Акшай Кханна – Воин Гималай 

### Лучший женский дебют
Махима Чаудхари – На чужбине
- Айшвария Рай Баччан – И они полюбили друг друга
- Анджала Завери – Воин Гималай
- Рани Мукхерджи – Свадебный кортеж
- Пуджа Батра – Зов земли

### Лучшая музыка к фильму
Сумасшедшее сердце – Уттам Сингх 
- Граница – Ану Малик
- Тайна – Виджу Шах
- На чужбине – Надим-Шавран
- Как боссу утерли нос – Джатин-Лалит

### Лучшая песня к фильму
Граница – Джавед Ахтар for Sandese Aate Hai 
- Сумасшедшее сердце – Ананд Бакши for Bholi Si Surat
- На чужбине – Ананд Бакши for I Love My India
- На чужбине – Ананд Бакши for Meri Mehbooba
- Как боссу утерли нос – Джавед Ахтар for Chaand Taare

### Лучший мужской закадровый вокал
Как боссу утерли нос – Абхиджит for Main Koi Aisa Geet Gaun 
- Граница – Сону Нигам и Руп Кумар Ратод for Sandese Aate Hai
- Сумасшедшее сердце – Udit Narayan for Сумасшедшее сердце
- На чужбине – Кумар Сану for Do Dil Mil Rahe Hain
- На чужбине – Hariharan for I Love My India

### Лучший женский закадровый вокал
На чужбине – Alka Yagnik for Meri Mehbooba 
- Тайна – Alka Yagnik for Mere Khwabon Main Tu
- На чужбине – Кавита Кришнамуртхи for I Love My India
- Зов земли – Кавита Кришнамуртхи for Dhol Bajne Laga
- Зов земли – К.С.Читра for Payalein Chun Mun

### Лучшая постановка боевых сцен
Граница – Bhiku Verma и Тинну Верма 

### Лучшая работа художника-постановщика
Сумасшедшее сердце – Шармишта Рой 

### За влияние в киноиндустрии
Тайна – Виджу Шах 

### Лучшая хореография
Зов земли – Фара Кхан for Dhol Bajne Laga 

### Лучшая операторская работа
Зов земли – Рави К. Чандран

### Лучший диалог
Сумасшедшее сердце – Адитья Чопра 

### Лучший монтаж
Тайна – Раджив Рай 

### Лучший сценарий
На чужбине – Субхаш Гхай 

### Лучший сюжет
Зов земли – Камал Хаасан 

### Награда за пожизненные достижения
Шармила Тагор 

### Специальная награда
Джая Бхадури 

### Награда имени Р.Д. Бурмана для новых музыкальных талантов
Картик Раджа 

### Лучшая сцена
Расставание 

### Лучший звук
Граница 

## Выбор критиков

### Лучший фильм
Зов земли 

### Лучшая актёр
Анил Капур – Зов земли 

### Лучшая актриса
Табу – Зов земли 

## Наибольшее количество номинаций и побед
- Сумасшедшее сердце – 8/11
- Зов земли – 6/10
- Граница – 3/10
- Тайна – 3/8
- На чужбине – 3/12